# ロマネスク

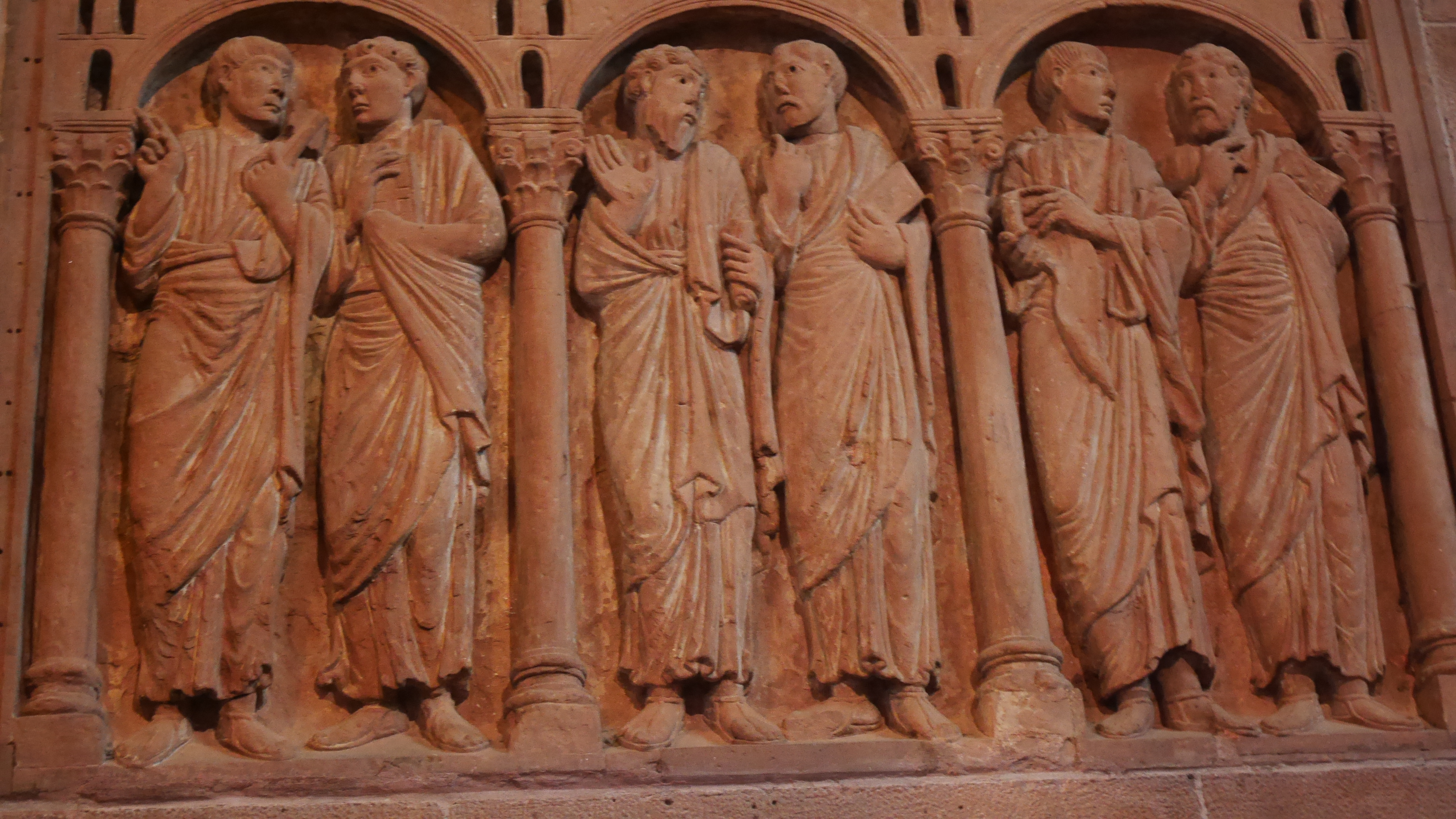
バーゼル大聖堂のレリーフ

ロマネスク（英: romanesque）は、建築、彫刻・絵画・装飾、文学の様式の一つ。建築用語および美術用語としては、10世紀末から12世紀にかけて西ヨーロッパに広まった中世の様式を指す。
文芸用語としては、「ロマン（仏: roman）」から派生し、奔放な想像力によって現実の論理・事象の枠を飛び越えた幻想的な性質を指す。

## 概要

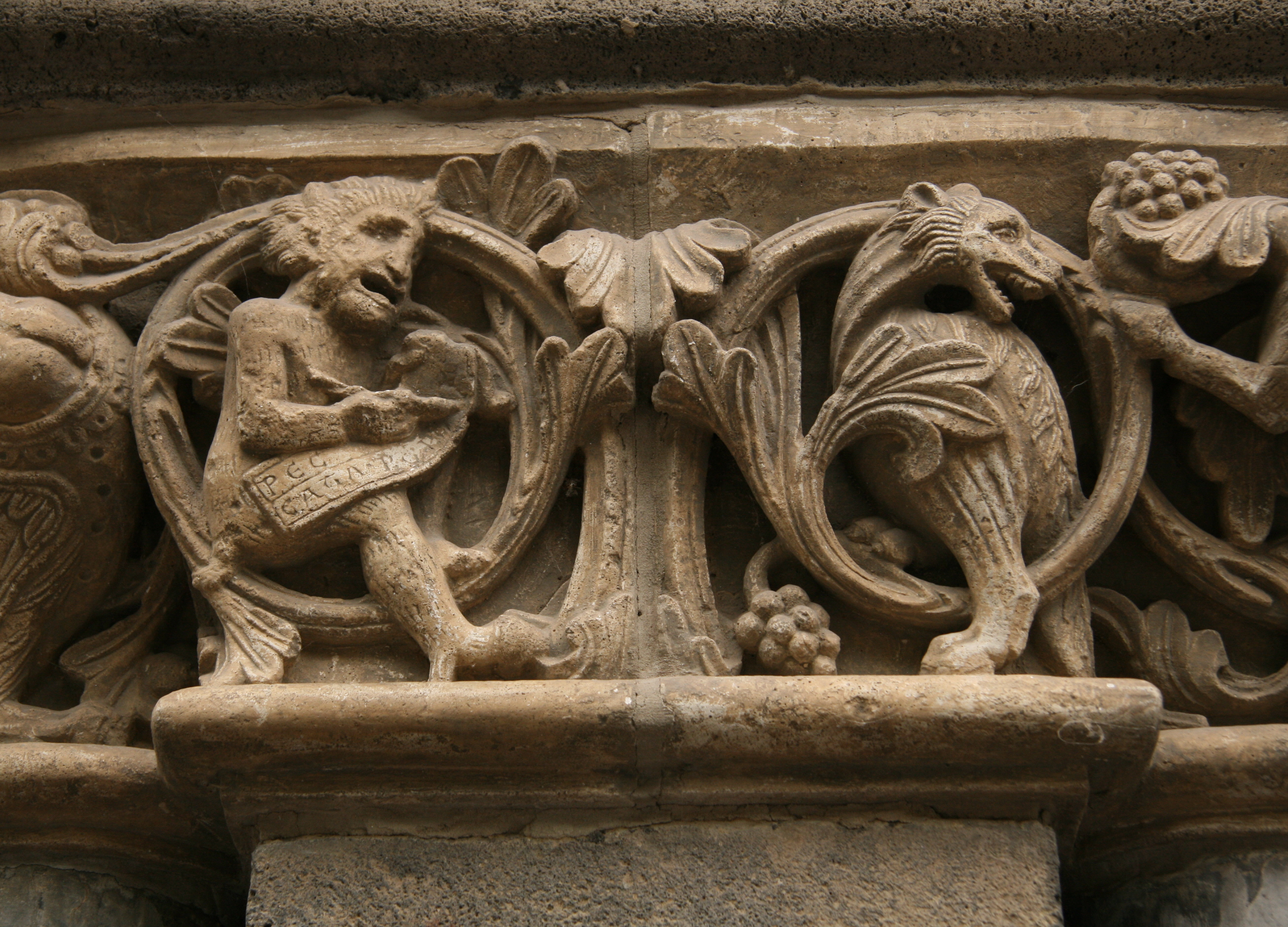
ドイツのマリア・ラーハ修道院

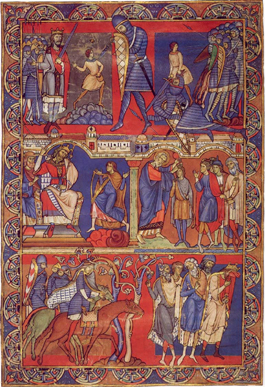
英南部ウィンチェスターで著されたウィンチェスター聖書の「モーガン・リーフ」と呼ばれる挿絵

美術様式としてのロマネスク（英：romanesque / 仏：ロマン roman / 独：ロマーニク Romanik / 伊：ロマーニコ romanico）という名称は、コーモン（en: Arcisse de Caumont）などフランスの考古学者によって命名され、ゴシック建築に先行する10世紀末〜12世紀の中世建築様式を指す。
彼らは、この時代の建築に半円アーチや重厚な壁体、ボールトを用いるといった共通の特徴を見出した。そしてそれが尖頭アーチやリブ・ボールトを用いてそびえ立つゴシック建築とは大きく異なっており、古代ローマ建築の影響を色濃く残すものだと考え、これに「ロマネスク」（ローマ風の）の名を与えた。ラテン語を起源とする西ヨーロッパ諸語はロマン語（ロマンス諸語）と呼ばれることがあるため、これにならった呼び名である。
この時代に広まった美術全般の研究が進むにつれて、「ロマネスク」の言葉は建築にとどまらず絵画や彫刻にも適用されるようになる。同時にその内容が古代ローマ美術の継承にとどまらず、ケルトやゲルマンの芸術要素、さらにはビザンティン、イスラーム、そしてエジプトやシリアなど東方キリスト教美術の影響も受け継いでいることが指摘されるようになる。また地理的範囲も「ロマンス諸語」が意味するところとは大きく異なり、南フランスやイタリアのみならず、ドイツや北フランス、ノルマンディーやイギリスにも広がっていることが確認されている。
ロマネスク美術は宗教美術が中心で、宗教建築、とりわけ修道院が主導的な役割を果たした。ゴシック美術の中心が都市の大聖堂であるのに対して、ロマネスクは修道院の芸術だとしばしば言われる。代表的な建築の多くは修道院の教会堂であり、それを飾るための彫刻や絵画が制作されたほか、またエマイユ（七宝）や金工品、ステンドグラス、ミニアチュール（写本画、細密画）などが修道院で作られた。
大きな修道院は、当時の封建社会において大小の領主から土地を寄進された大土地所有者であり、有力な王侯貴族と密接な関係があった。とくにドイツでは、オットー朝やザリエル朝の諸帝の保護のもとに初期ロマネスク美術が形成されたため、これをオットー美術としてロマネスク美術から区別する研究者もいる。

## 背景
ヨーロッパが成功していった時代に、高品質の芸術は、カロリング朝とオットー時代の大部分から、もはや宮廷と僧院の小円に制限されることはなかった。修道院は依然として非常に重要であった。とくに当時の拡張主義の修道会である、ヨーロッパ全域に広がったシトー会、クリュニー修道会、カルトジオ修道会の修道院は重要だった。しかし、街や巡礼ルート上の教会、そして小さな町や村の多くの教会には、非常に高い水準の精巧な装飾が施されている。実際に、大聖堂や街の教会が再建されるときには、よくそれらが復元され、ロマネスク様式の王宮は全く残っていない。
ヴェルダンのニコラスが大陸を越えて知られているように、（聖職者でない）俗人の芸術家の価値が認められてきた。ほとんどの石工や金細工師は俗人となり、マスター・ヒューゴのような俗人画家が多数派になっていたようだ。少なくともその時代の末期までには彼らが最高の仕事を行っていた。彼らの教会の仕事である図像は、聖職者との妥協点にたどり着いたといえる。

## ギャラリー

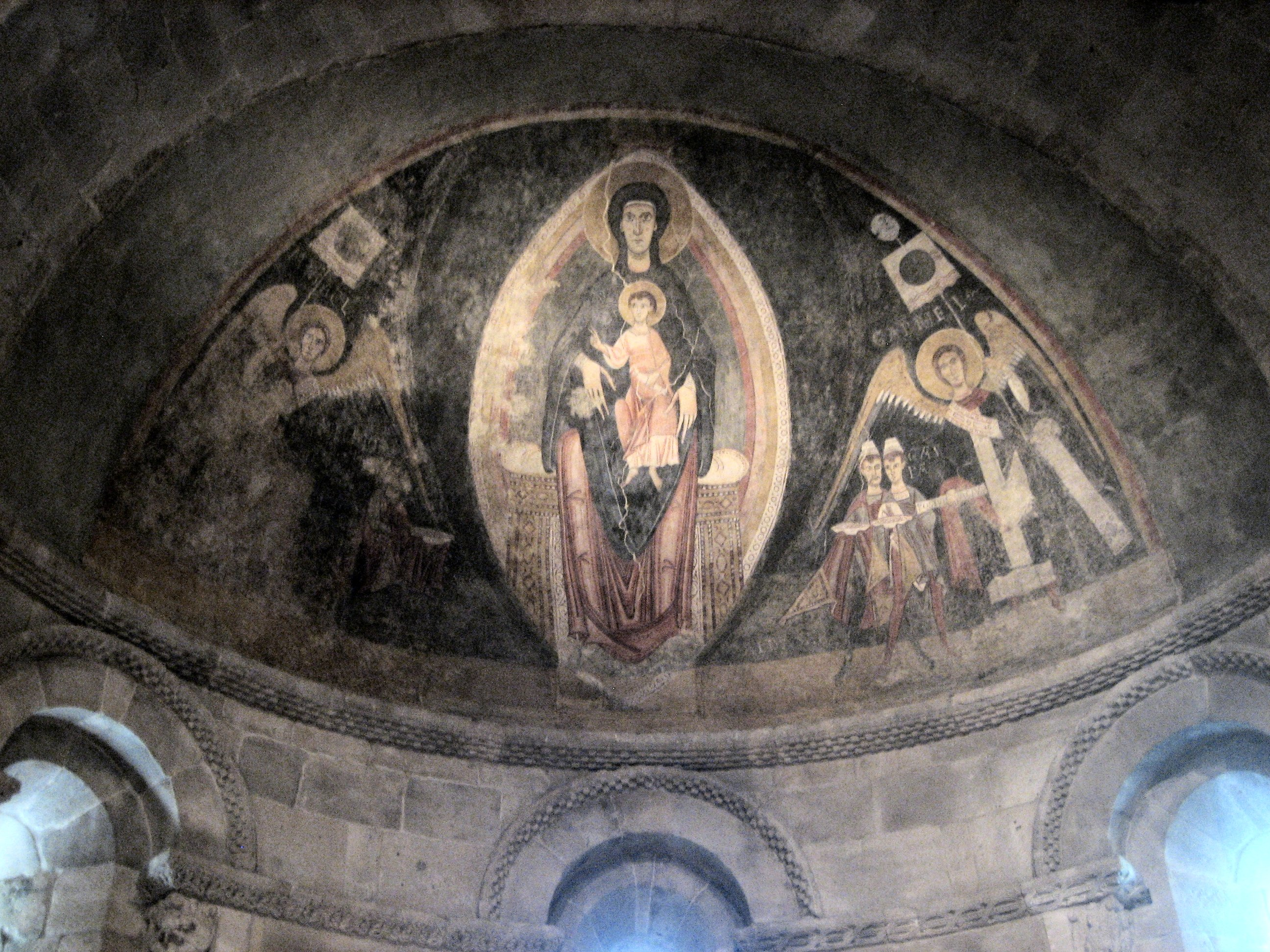
Master of Pedret(フレスコ画家)（英語版）, The Virgin and Child in Majesty and the Adoration of the Magi(「聖母子とマギの崇拝」), apse(アプス) fresco from Tredòs(トレド), Val d'Aran, Catalonia, c. 1100, now at The Cloisters(クロイスターズ美術館) in New York.
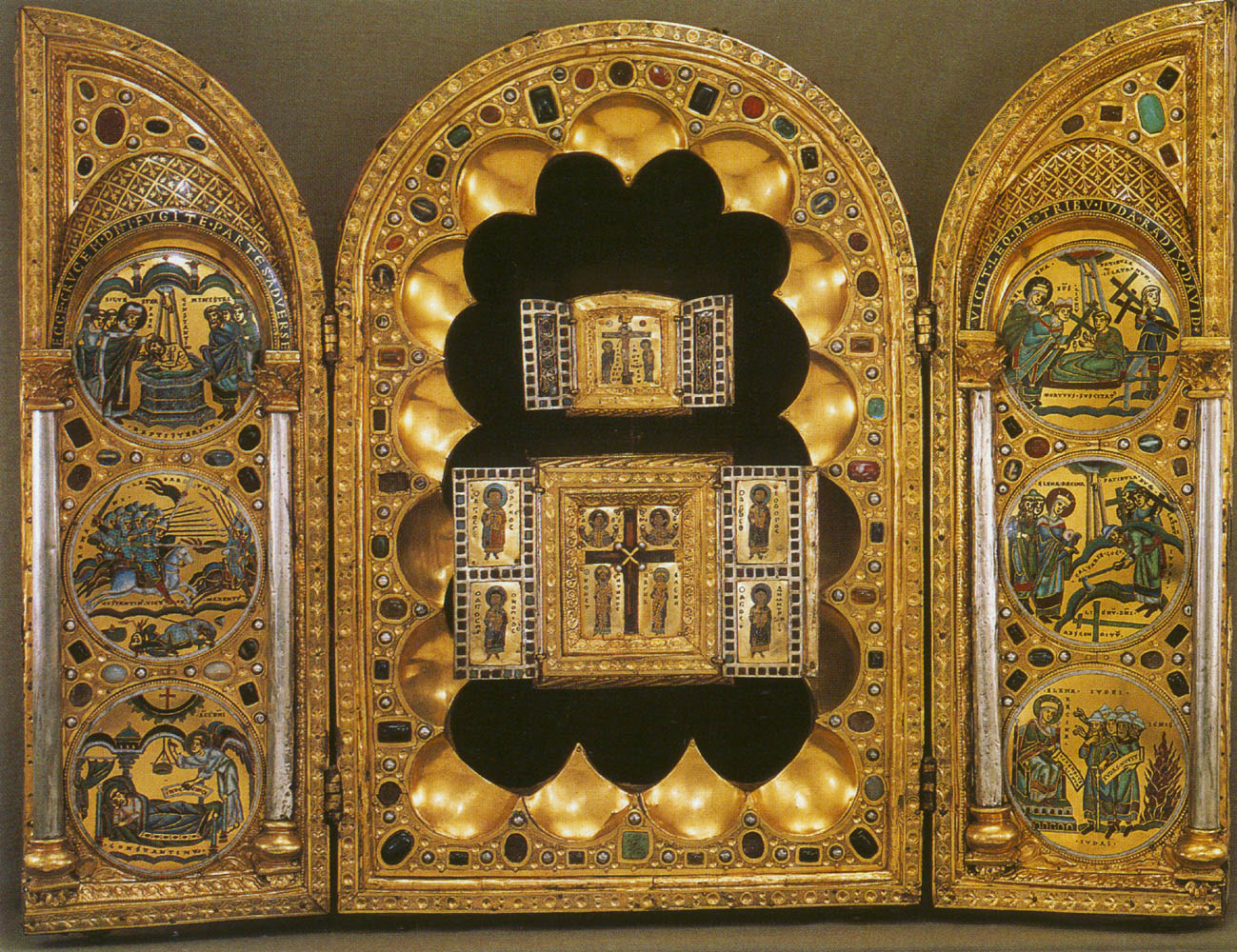
Stavelot Triptych(スタヴロの三連祭壇画（英語版）), Mosan, Belgium, c. 1156–58. 48×66 cm with wings open, Morgan Library(モルガン・ライブラリー), New York
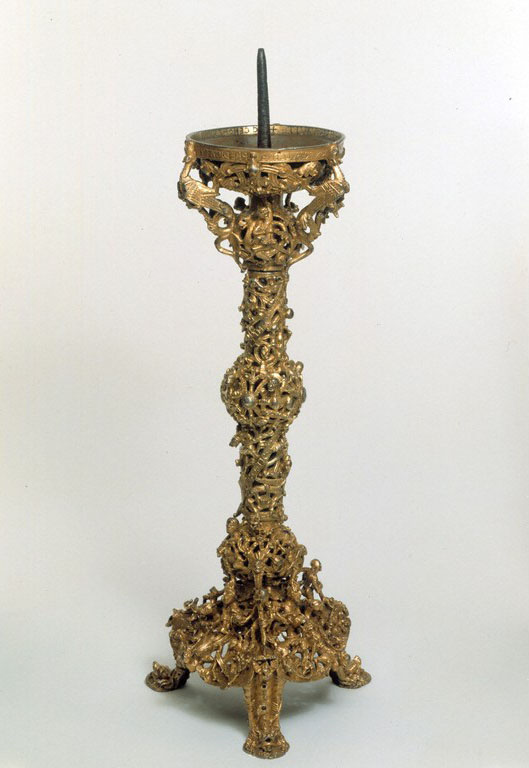
The Gloucester candlestick(グロスター燭台（英語版）), early 12th century
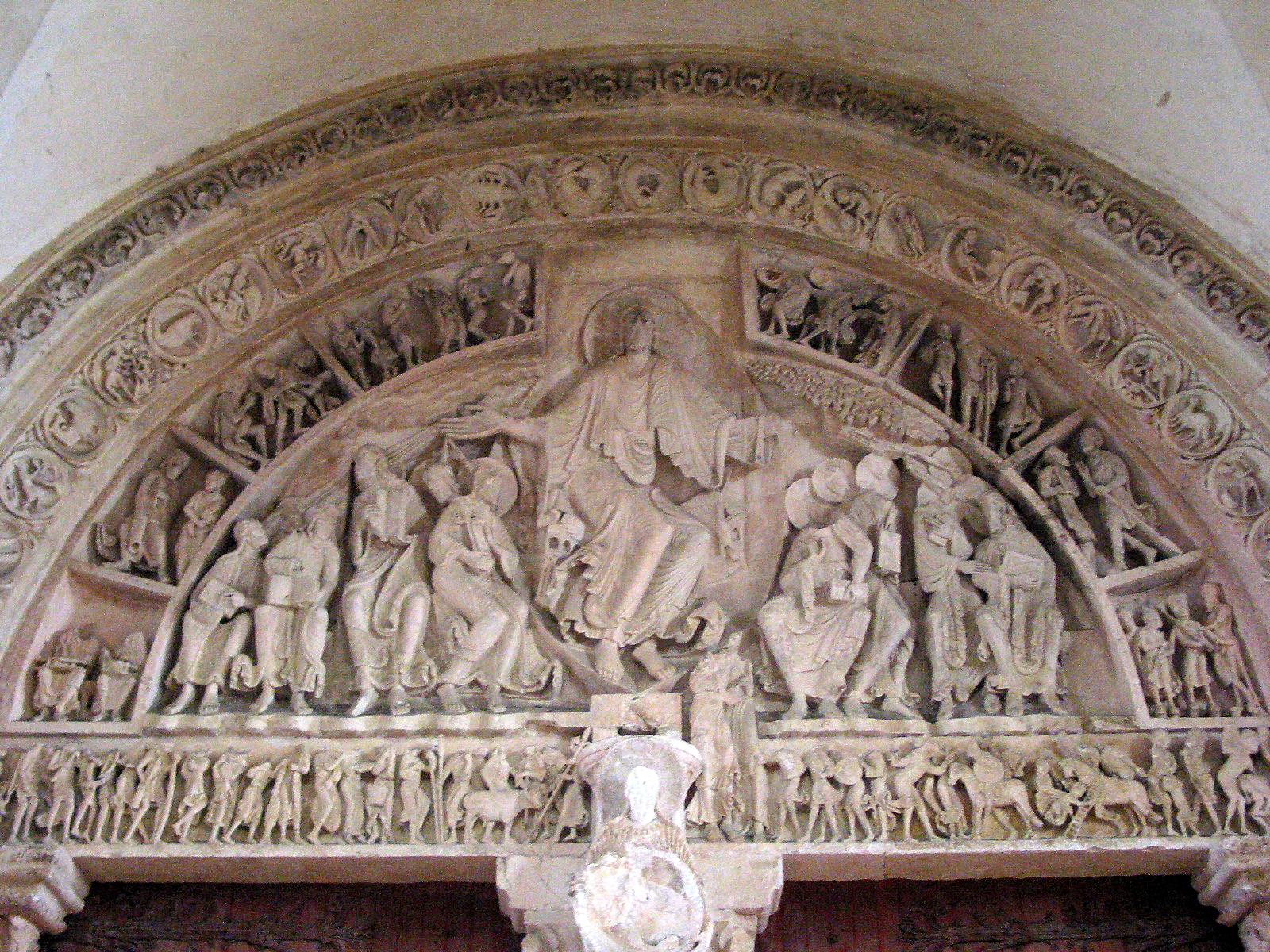
The tympanum(ティンパヌム) of Vézelay Abbey(サント＝マドレーヌ大聖堂 (ヴェズレー)), Burgundy, France, 1130s, has much decorative spiral detail in the draperies.
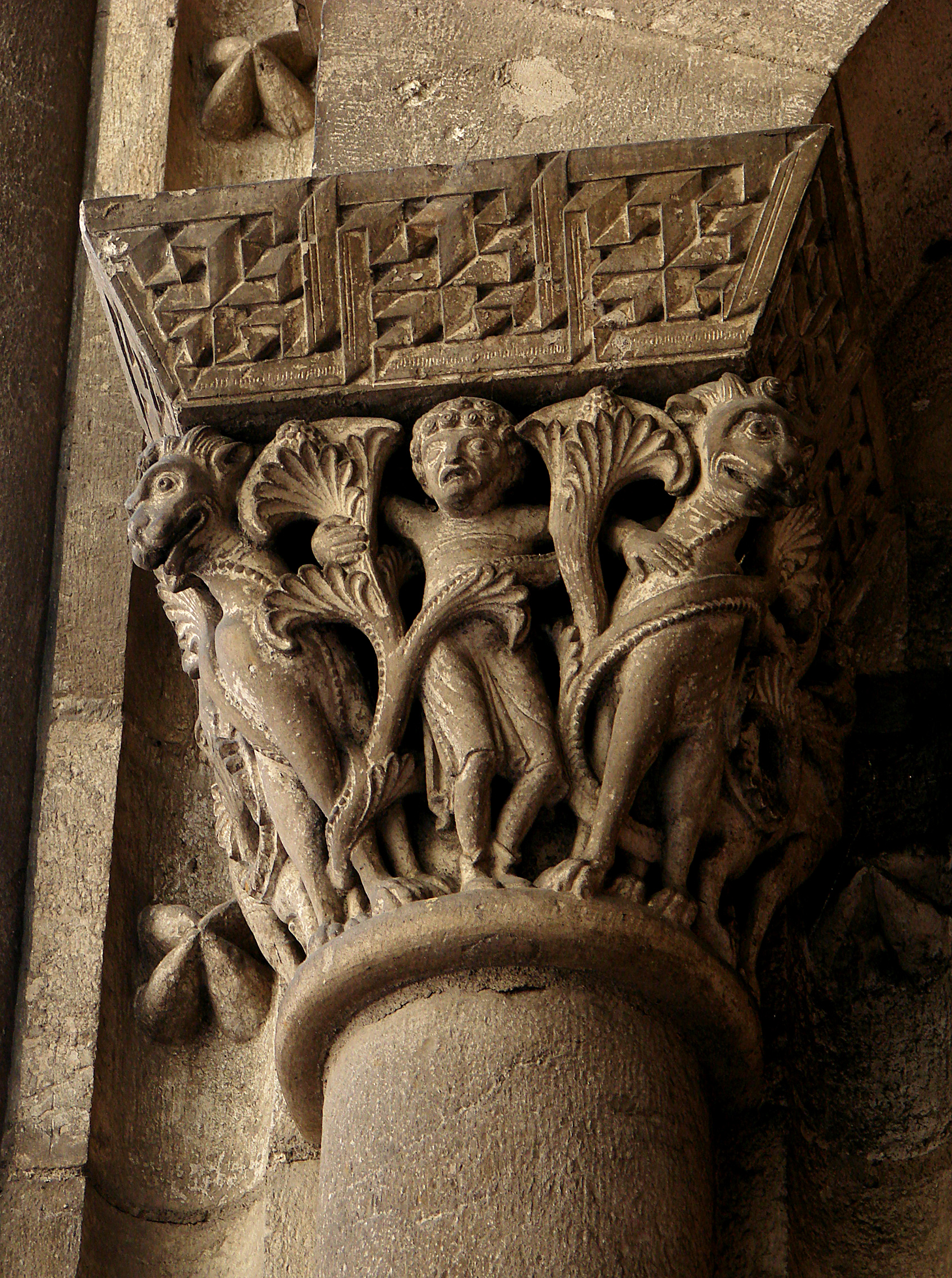
仏南部(カオール大聖堂（英語版）の猛獣と闘う男
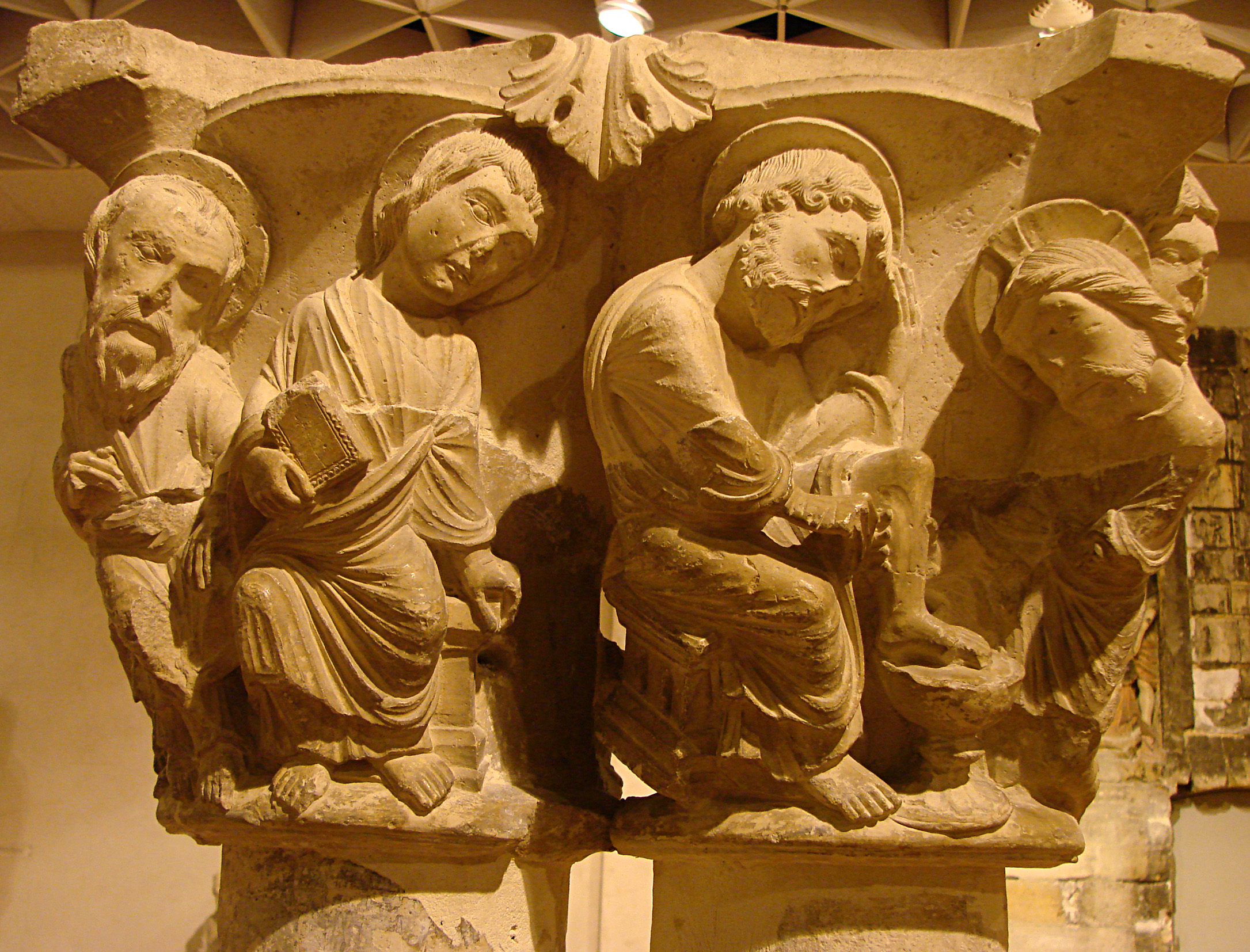
This capital of Christ washing the feet(洗足式) of his Apostles has strong narrative qualities(シャロン＝アン＝シャンパーニュ) in the interaction of the figures.(ノートルダム教会)
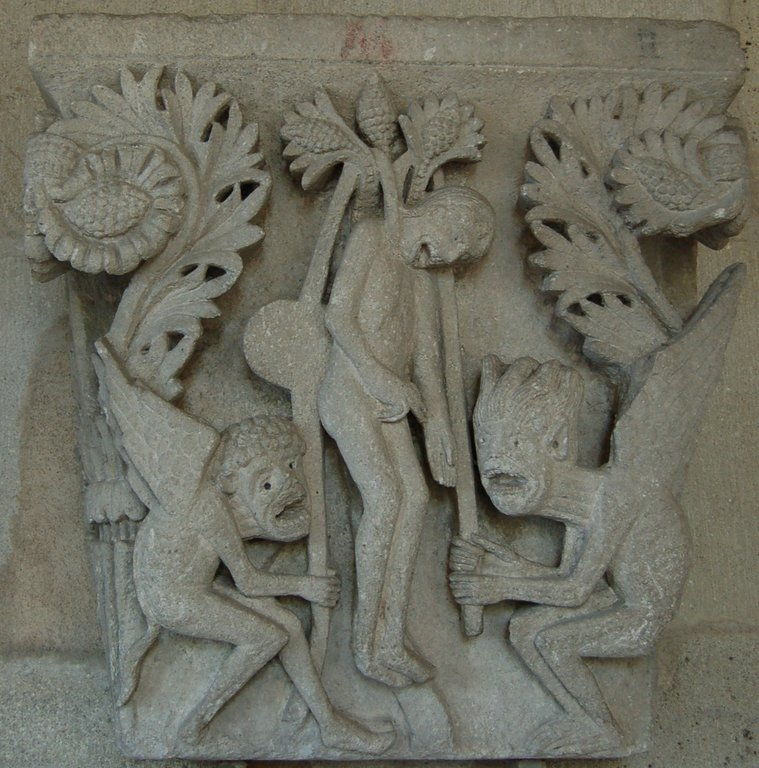
Judas Iscariot hangs himself(縊死するイスカリオテのユダ), assisted by devils, always a favourite subject of carvers. Autun Cathedral(オータンの聖ラザロ大聖堂（英語版）)
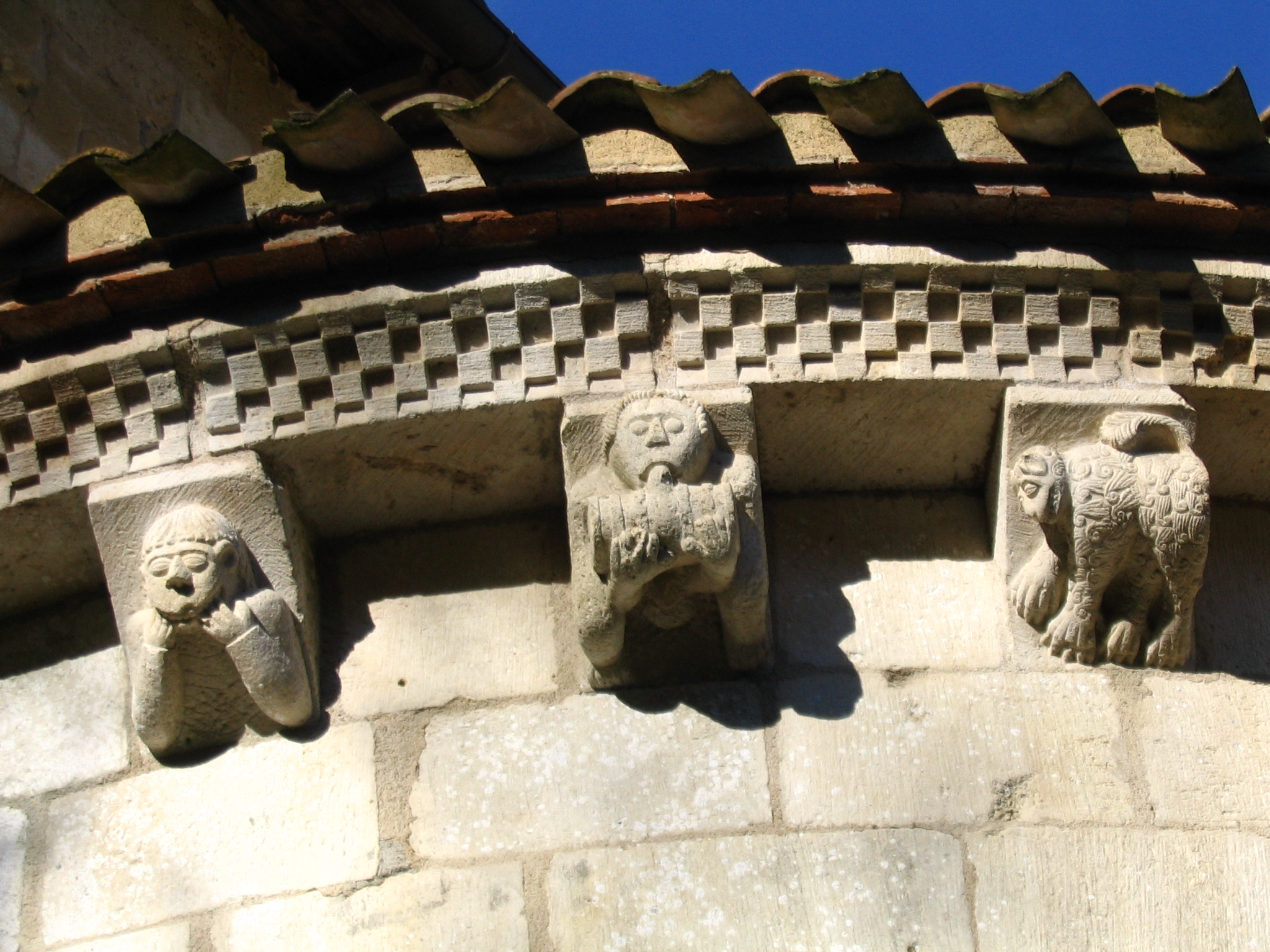
Around the upper wall of the chancel at the Abbaye d'Arthous(ハスティニューズ（フランス語版）), Landes, France, are small figures depicting lust, intemperance and a Barbary ape, symbol of human depravity(全的堕落の象徴).
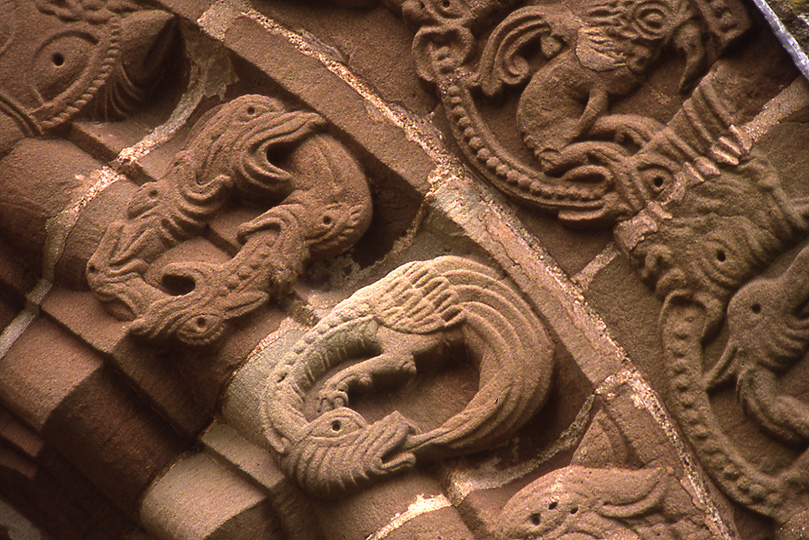
英西部キルペックのウロボロス
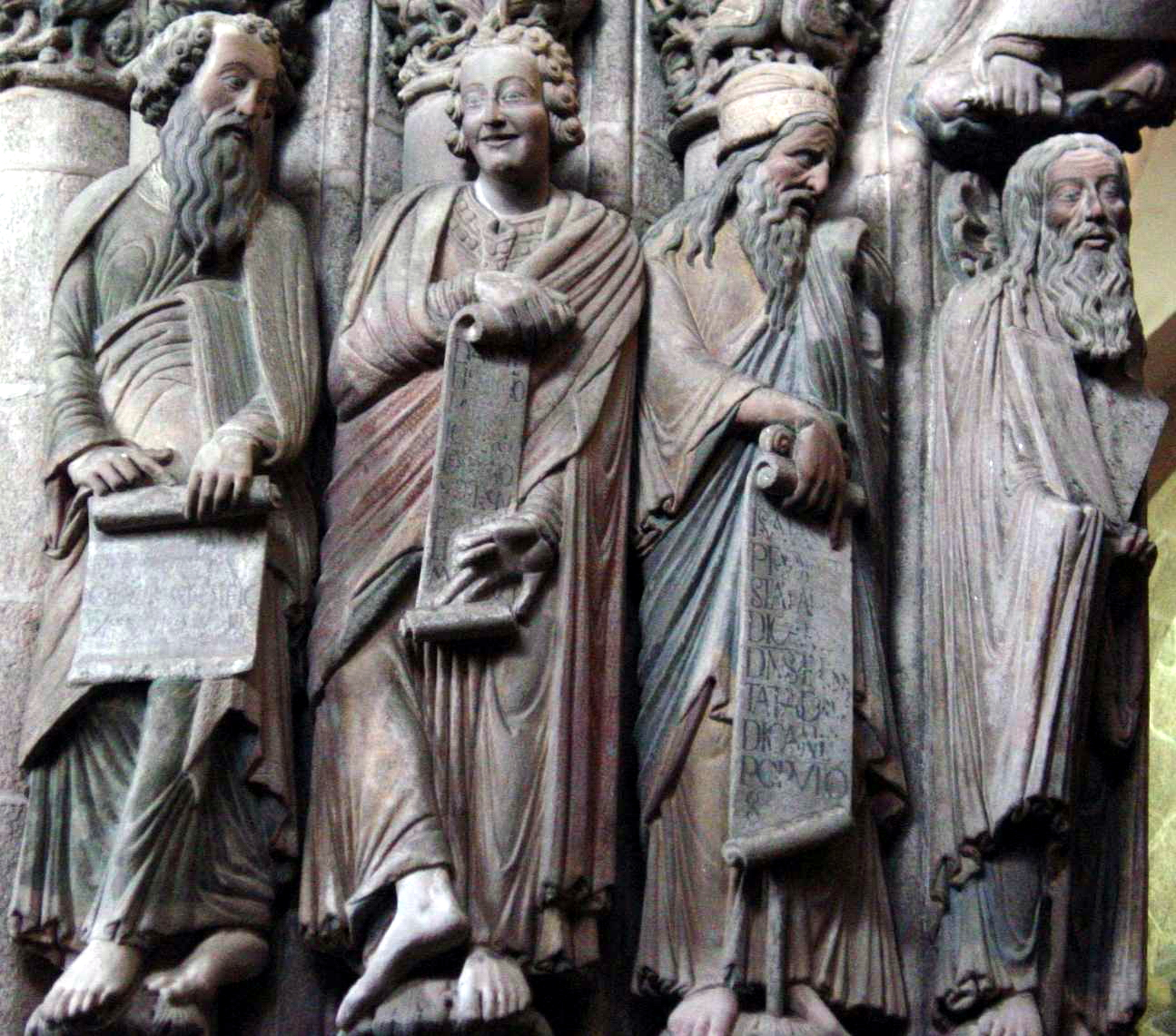
Pórtico da Gloria(Portico of Glory（英語版）), Santiago Cathedral(サンティアゴ・デ・コンポステーラ大聖堂). The colouring once common to much Romanesque sculpture has been preserved.
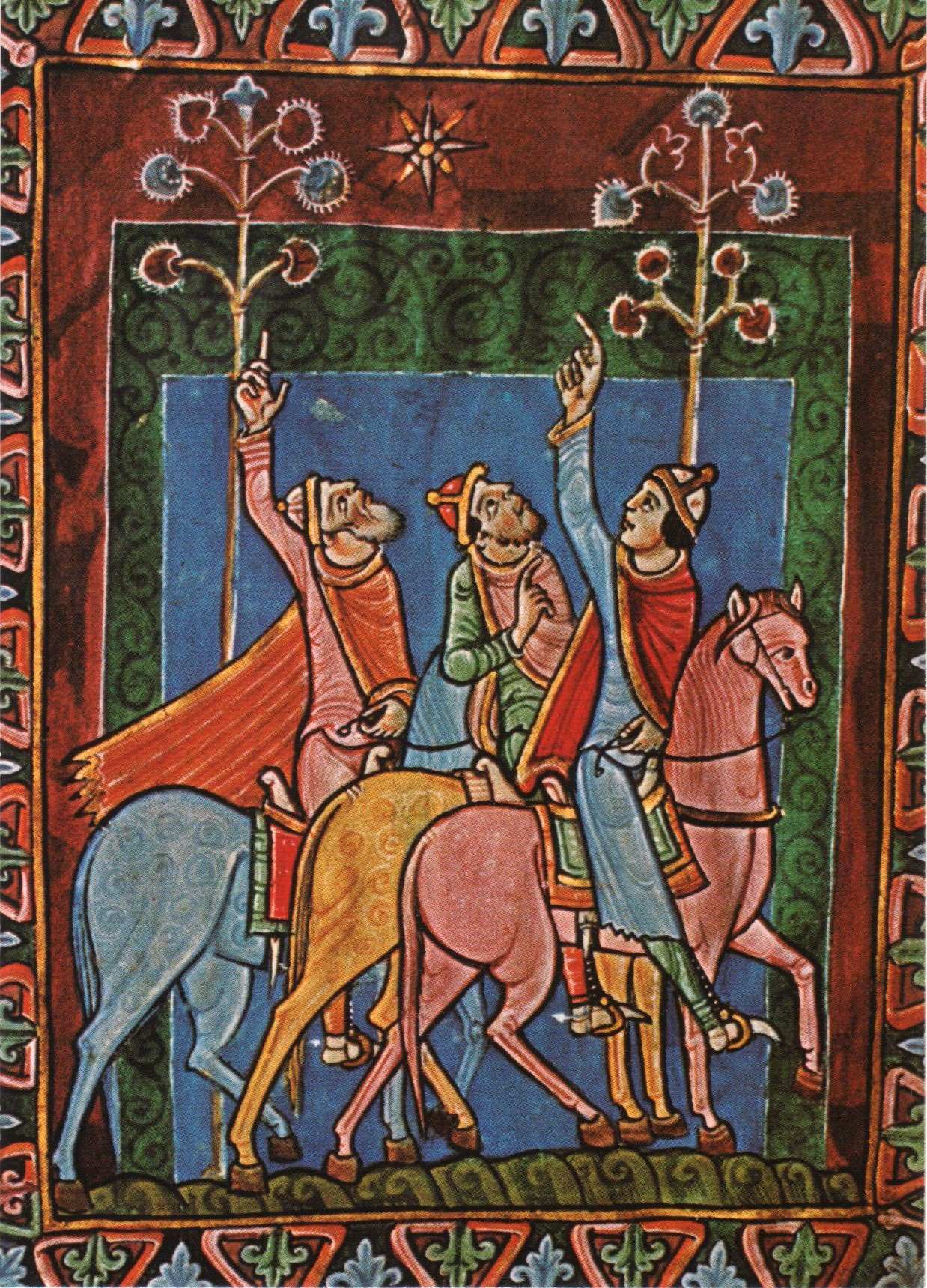
ロンドン近郊セント・オールバンズ大聖堂の東方三博士
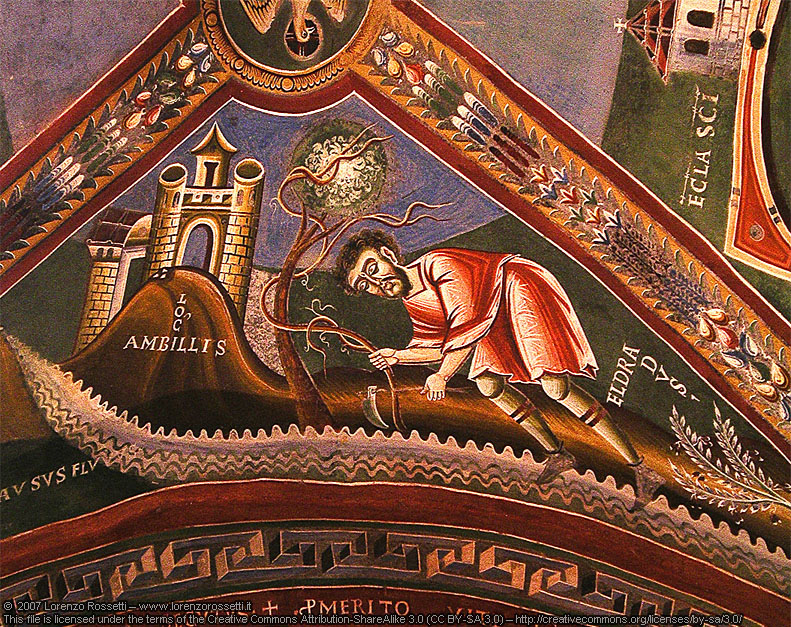
伊北部ノバレサ修道院のフレスコ画
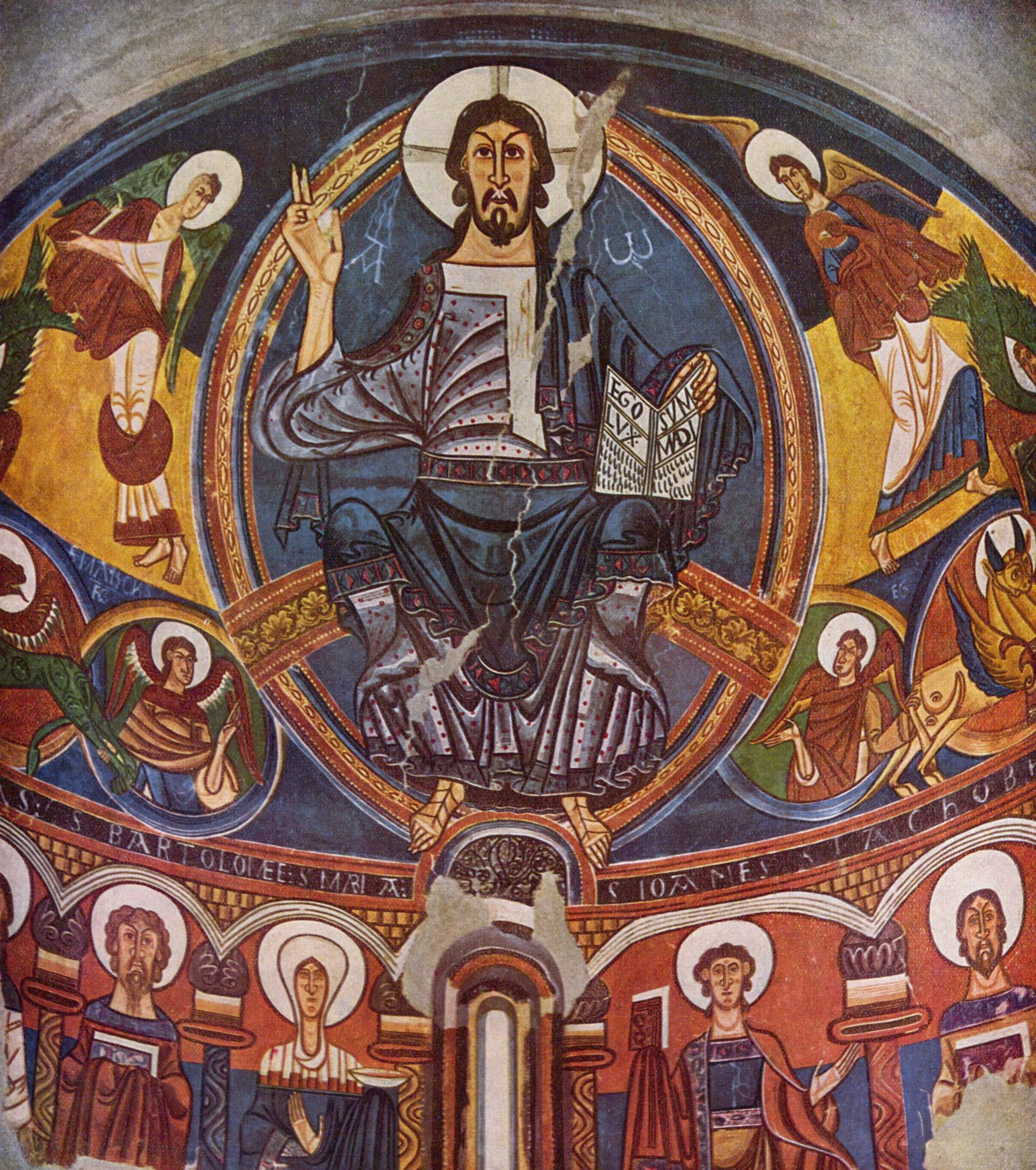
Apse of Sant Climent de Taüll(タウル サント クリメント教会の後陣（英語版）), a Catalan fresco by the Master of Taüll(Master of Taüll(フレスコ画家)（英語版）), now in Museu Nacional d'Art de Catalunya(カタルーニャ美術館).
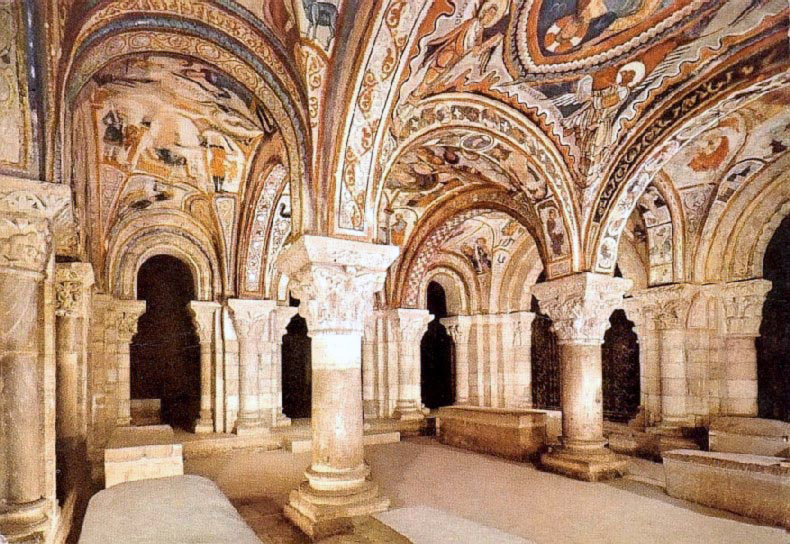
スペイン北部レオンのサン・イシドロ聖堂地下室
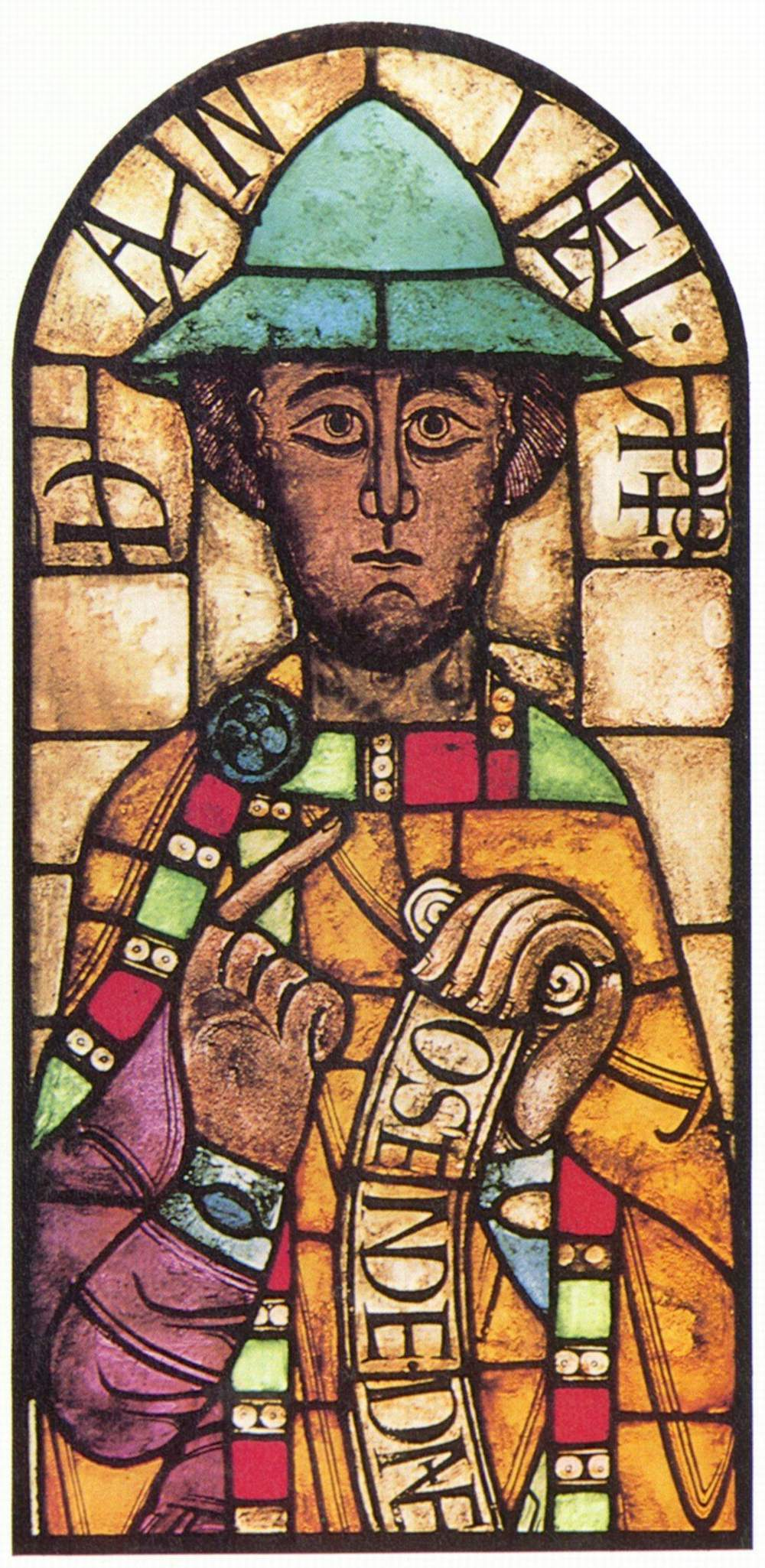
Stained glass, the Prophet Daniel(ダニエル) from Augsburg Cathedral(アウクスブルク大聖堂（英語版）), late 11th century.
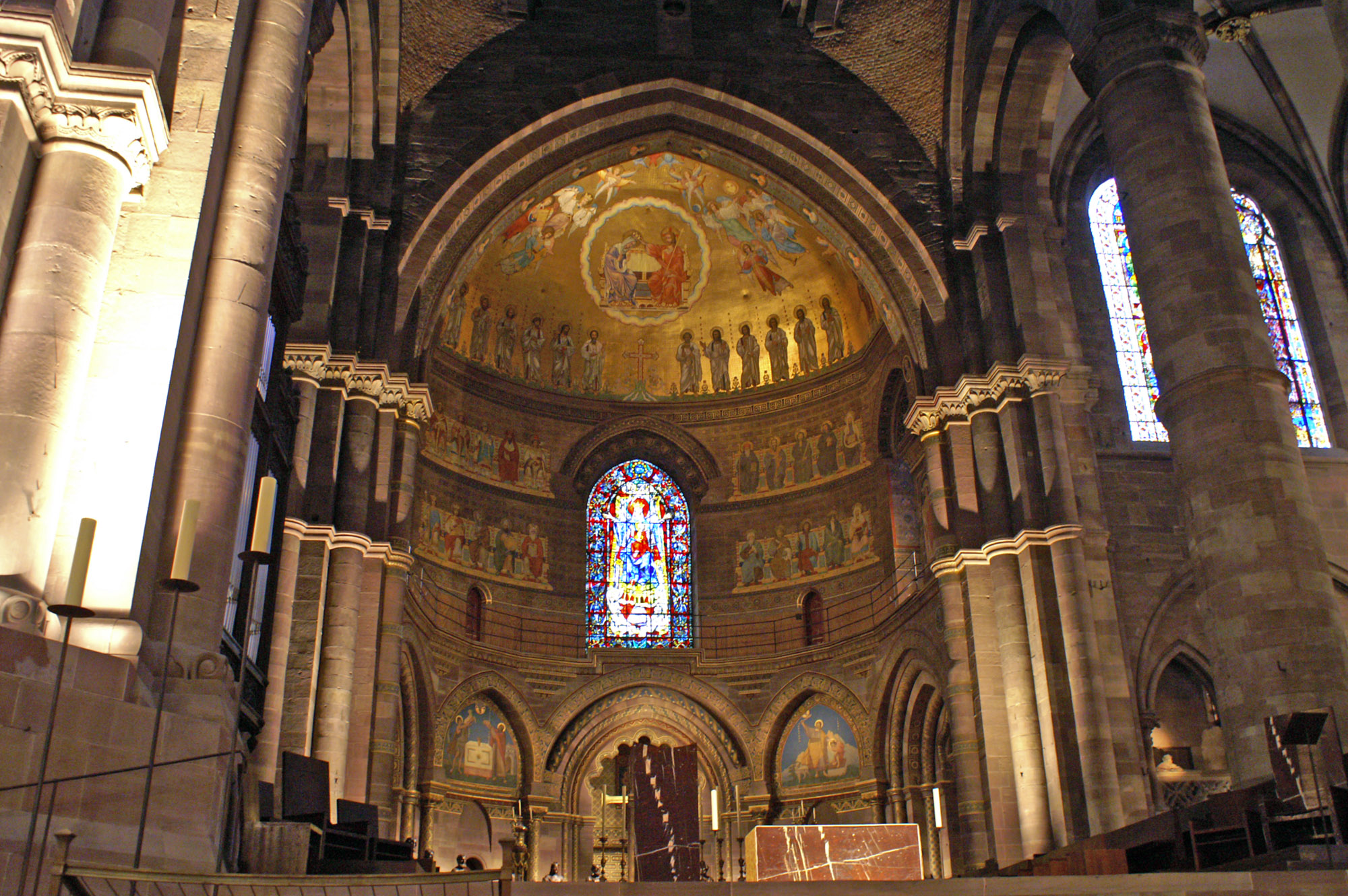
仏北東部のストラスブール大聖堂内部

## 関連文献（日本語）
- 木俣元一・小池寿子『西洋美術の歴史3 中世II - ロマネスクとゴシックの宇宙』（中央公論新社、2017年）ISBN 978-4124035933
- 『西欧初期中世の美術　世界美術大全集 西洋編 第7巻』（辻佐保子編、小学館、1997年）ISBN 4096010073
- 『ロマネスク　世界美術大全集 西洋編 第8巻』（長塚安司編、小学館、1996年）ISBN 4096010081
- 池上俊一『ロマネスク世界論』（名古屋大学出版会、1999年）ISBN 4815803625
- 馬杉宗夫『ロマネスクの美術』（八坂書房、2001年）ISBN 4896944720
- 辻佐保子『ロマネスク美術とその周辺』（岩波書店、2007年）ISBN 978-4000025898
- 金沢百枝『ロマネスクの宇宙 : ジローナの「天地創造の刺繍布」を読む』（東京大学出版会、2008年）ISBN 9784130860376
- 金沢百枝『ロマネスク美術革命』（新潮社〈新潮選書〉、2015年）ISBN 978-4106037757
- 尾形希和子『教会の怪物たち　ロマネスクの図像学』（講談社選書メチエ、2013年）ISBN 978-4062585682
- 酒井健『ロマネスクとは何か　石とぶどうの精神史』（筑摩書房〈ちくま新書〉、2020年）ISBN 978-4480073334
- 柳宗玄『著作選5　ロマネスク彫刻の形態学』（八坂書房、2006年）ISBN 489694755X
- 柳宗玄『著作選4　ロマネスク美術』（八坂書房、2009年）ISBN 9784896947564

古典訳書
- エミール・マール『ヨーロッパのキリスト教美術　12世紀から18世紀まで』（柳宗玄ほか訳、岩波文庫（上・下）、1995年）ISBN 400-3356519/ISBN 400-3356527
- エミール・マール『ロマネスクの図像学』（田中仁彦ほか訳（上・下）、国書刊行会、1996年）ISBN 4336038910/ ISBN 4336038929
- アンリ・フォシヨン『ロマネスク　西欧の芸術』（神沢栄三ほか訳（上・下）、鹿島出版会〈SD選書〉、1976年、のち新版）
- アンリ・フォション『ロマネスク彫刻 形体の歴史を求めて』（辻佐保子訳、中央公論社、1975年）
- ユルギス・バルトルシャイティス『異形のロマネスク 石に刻まれた中世の奇想』（馬杉宗夫訳、講談社、2008年）ISBN 9784062153447

エッセイ集・写真解説など
- 金沢百枝、小澤実『イタリア古寺巡礼　シチリア→ナポリ』（新潮社〈とんぼの本〉、2012年）ISBN 9784106022388
- 金沢百枝、小澤実『イタリア古寺巡礼　フィレンツェ→アッシジ』（新潮社〈とんぼの本〉、2011年）ISBN 9784106022234
- 金沢百枝、小澤実『イタリア古寺巡礼　ミラノ→ヴェネツィア』（新潮社〈とんぼの本〉、2010年）ISBN 9784106022074
- 越宏一『ヨーロッパ中世美術講義』（岩波書店〈岩波セミナーブックス〉、2001年）ISBN 4000266020
- 浅野和生『ヨーロッパの中世美術 : 大聖堂から写本まで』（中央公論新社〈中公新書〉、2009年）ISBN 9784121020147
- 池田健二『スペイン・ロマネスクへの旅』（中公新書、2011年）ISBN 9784121021021
- 池田健二『イタリア・ロマネスクへの旅』（中公新書、2009年）ISBN 9784121019943
- 池田健二『フランス・ロマネスクへの旅』（中公新書、2008年）ISBN 9784121019387
- 小佐井伸二『中世が見た夢　ロマネスク芸術頌』（筑摩書房、1988年）ISBN 4480854401
- 馬杉宗夫『スペインの光と影　ロマネスク美術紀行』（日本経済新聞出版社、1992年）ISBN 4532160596
- 木俣元一・中村好文『フランス　ロマネスクを巡る旅』（新潮社〈とんぼの本〉、2004年）ISBN 9784106021206
- 『図説 ロマネスクの教会堂』（ダーリング益代、辻本敬子、河出書房新社〈ふくろうの本〉、2003年）ISBN 4309760279
- 『ロマネスク　光の聖堂』（写真六田知弘、解説・ダーリング益代、池上俊一、淡交社、2007年）ISBN 9784473034212
- 『ロマネスク　光と闇にひそむもの　六田知弘写真集』（解説・ダーリング益代、粟津則雄、生活の友社、2017年）ISBN 978-4908429064